# Хара Нацуко
Хара Нацуко (яп. 原 菜摘子; нар. 1 березня 1989, Оме, Токіо, Японія) — японська футболістка, півзахисниця, виступала в збірній Японії.

## Клубна кар'єра
Хара народилася 1 березня 1989 року в місті Оме. У 2006 року переведена з молодіжного складу «Ніппон ТВ Белеза» до першої команди. З 2009 року, після переїзду гравчині збірної Японії Сава Хомаре до США, стала ключовою виконавицею свого клубу. У 2015 році потрапила до Найкращої 11-и Японії. Протягом 10 сезонів зіграла 149 матчів у чемпіонаті Японії. Завершила футбольну кар'єру у 2015 році.

## Кар'єра в збірній
У квітні 2005 року 16-річну Нацуко викликали до збірної Японії U-17 для участі в юнацькому чемпіонаті Азії 2005 U-17. На цьому турнірі виступала з капітанською пов'язкою та відзначилася 12-а забитими м'ячами. Виснавалася Найкращою футболісткою року в Азії. У листопаді 2008 року Нацукобула викликана до збірної Японії U-20 для участі в жіночому чемпіонаті світу 2008 U-20. 13 січня 2010 року дебютувала в збірній Японії у поєдинку проти Данії. У 2010 році у футболці збірної зіграла 2 матчі.

## Досягнення
- Чемпіонат Японії
  -  Чемпіон (5): 2006, 2007, 2008, 2010, 2015

## Статистика виступів у збірній
| жіноча національна збірна Японії | жіноча національна збірна Японії | жіноча національна збірна Японії |
| Рік                              | Матчі                            | Голи                             |
| -------------------------------- | -------------------------------- | -------------------------------- |
| 2010                             | 2                                | 0                                |
| Загалом                          | 2                                | 0                                |